# Chalepus submetallicus
Chalepus submetallicus es un coleóptero de la familia Chrysomelidae.
Fue descrita científicamente en 1931 por Pic.